# Noah Haidu
Noah Haidu (* 28. Juli 1972 in Charlottesville, Virginia) ist ein US-amerikanischer Musiker (Piano, Keyboard, Komposition) des Modern Jazz.

## Leben und Wirken
Haidu begann im Alter von sechs Jahren auf Wunsch seiner Mutter mit klassischem Klavierunterricht in Urbana, Illinois. Noah wurde ursprünglich von seinem Onkel, dem Konzertpianisten Ian Hobson, inspiriert. Seine High-School-Jahre verbrachte er in New Jersey und Los Angeles, wo er sich zunehmend zu Blues- und Jazzpiano hingezogen fühlte. Sein Vater, ein Musikfan, nahm ihn mit zu Konzerten, Unterricht, Bandproben und seinen ersten Jazz-Shows. Später hatte er Unterricht bei Kenny Barron an der Rutgers University. Zu seinen Mentoren gehörten neben Barron auch Bill Charlap, Bruce Barth, Barry Harris und David Hazeltine.
Inspiriert von Barron besuchte er Jazzclubs in Barrons Heimatstadt Philadelphia und zog dann nach Brooklyn. Seinen ersten festen Auftritt hatte er mit dem Schlagzeuger Walter Perkins im Nachtclub The Skylark. Schließlich begann er in den 1990er-Jahren in der New Yorker Jazzszene zu arbeiten; 1998 legte er sein Debütalbum Fumi's Mood (Lynx) vor, an dem u. a. Winard Harper beteiligt war. In den folgenden Jahren gehörte er mit Peter Brainin, Marcus McLaurine und Steve Johns der Formation Native Soul an, mit der er drei Alben vorlegte, Rough Jazz (2006), Soul Step (2010) und What Is That Isn't? (2017), mit Gastmusiker Freddie Hendrix. Unter eigenem Namen legte er bei Posi-Tone Records das Album Slipstream (1009) vor, an dem u. a. Jeremy Pelt, Jon Irabagon und Chris Haney beteiligt waren. 2019 spielte er das Album Doctone (Sunnyside Records) ein, eine  Hommage an den Pianisten Kenny Kirkland.
Als Haidu von Keith Jarretts schwächenden Schlaganfällen im Jahr 2018 erfuhr, nahm er Ende 2020 mit Buster Williams und Billy Hart das Trioalbum Slowly: Song for Keith Jarrett auf; dies sei „meisterhaft umgesetzte, üppige und fesselnde“ Musik, lobte All About Jazz. Slowly sei „ein Werk von atemberaubender Ausführung und Herz“, hob der Down Beat hervor. Im Bereich des Jazz war er laut Tom Lord zwischen 1998 und 2020 an neun Aufnahmesessions beteiligt, des Weiteren auch mit Mauricio de Souza. Haidu absolvierte seinen BFA an der New School University und seinen Master an der State University of New York. Er lebt in Brooklyn.

## Diskographische Hinweise
- Fumi's Mood (1998), mit Patrick Rickman, Lance Bryant, David Ephross, Winard Harper
- Momentum (Posi-Tone, 2012), mit Ariel de la Portilla, McClenty Hunter
- Infinite Distances (Cellar Live, 2017), mit Jon Irabagon, Jeremy Pelt, Sharel Cassity, Ariel Alejandro de la Portilla, Peter Brendler, John Davis, Mark Ferber
- Wataru Uchida, Noah Haidu, Kenny Davis, Mark Whitfield Jr.: The Heart Intact (2018)
- Doctone (Sunnyside, 2019), mit Jon Irabagon, Steve Wilson, Gary Thomas, Todd Coolman, Billy Hart, Dan Sadownick
- Noah Haidu / Buster Williams / Billy Hart: Slowly: Song for Keith Jarrett (Sunnyside Records, 2021)